# Jamaicas tekniska universitet
Jamaicas tekniska universitet eller University of Technology (engelska: UTech) är ett universitet i Jamaica. Det ligger i parishen Parish of Saint Andrew, i den östra delen av landet, 6 km öster om huvudstaden Kingston.